# القنيطرة (الأردن)
القنيطرة هي مدينة تتبع لواء الجيزة الذي يقع جنوب شرق محافظة العاصمة عمان.
وهي جزء من حوض مائي جوفي مهم في الأردن، وتحوي المنطقة على معالم أثرية يصل تاريخها إلى العهد الروماني والعثماني ويشتهر اللواء الذي تتبع له المنطقة بالمعالم الأثرية القديمة مثل البرك والسدود المائية الرومانية والقلاع والقصور التاريخية.